# Bonrepas
Bonrepas (51° 58′ N, 4° 51′ L) é uma cidade dos Países Baixos, na província de Holanda do Sul. Bonrepas pertence ao município de Krimpenerwaard, e está situada a 11 km sudeste de Gouda.
A área de Bonrepas, que também inclui as partes periféricas da cidade, bem como a zona rural circundante, tem uma população estimada em 120 habitantes.